# St. Nikolaus (Staffing)
Koordinaten: 48° 18′ 3″ N, 12° 8′ 39,4″ O
Die katholische Filialkirche St. Nikolaus ist ein spätgotischer Backsteinbau aus dem 15. Jahrhundert, gelegen auf einer Anhöhe am östlichen Ortsrand des Einödhofes Staffing, eines Gemeindeteils der oberbayerischen Stadt Dorfen im Landkreis Erding. Die Kirche ist eine Filiale der Pfarrei Maria Dorfen im Dekanat Dorfen des Erzbistums München und Freising und untersteht dem Patrozinium des heiligen Nikolaus von Myra.

## Geschichte
Ein Vorgängerbau ist sicher bereits unter dem Patrozinium des heiligen Nikolaus seit 1476 belegt, wahrscheinlich gab es aber bereits 1315 in Staffing eine Kirche, da die Pfarrei Oberdorfen in der Diözesanbeschreibung von 1315 bereits 7 Filialen zählte.
1896 wurde der Zwiebelturm durch eine neugotische Spitze ersetzt.
In den Jahren 1912 und 1913 wurde der bis dahin dreiachsige Langhausbau unter Leitung des Hubensteiner Maurermeisters Matthias Huber um zwei weitere Achsen vergrößert, die Erweiterung war längst überfällig, da die Besucherzahl seit der Umfunktionierung der Eibacher Georgskirche zu einer Schule im Jahr 1805 stark zugenommen hatte. Staffing war damit zur größten Filialgemeinde der Pfarrei geworden.

## Architektur

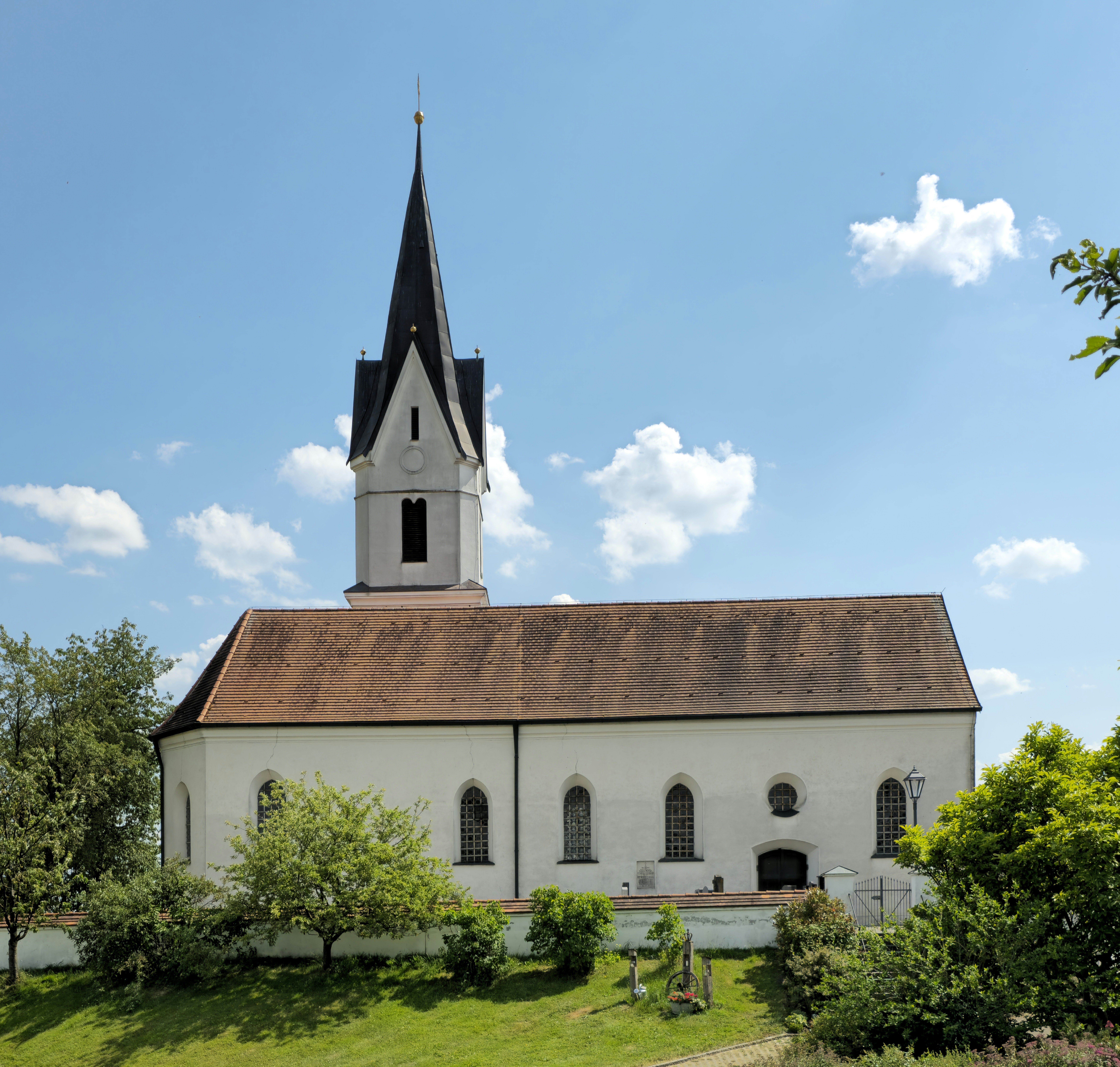
St. Nikolaus von Norden

St. Nikolaus hat ein fünfachsiges Langhaus und einen nicht eingezogenen, zweiachsigen Chor. Die Wandpfeiler tragen ein Netzrippengewölbe.

### Außenraum
Der Kirchturm ist an der Südseite angebaut und liegt aufgrund der im 20. Jahrhundert erfolgten Erweiterung nicht mittig, sondern im östlichen Drittel.
Die Kirche ist vom Staffinger Kirchfriedhof umgeben. Das circa 760 m² große Areal ist von einer ca. 105 m langen Mauer umgeben.

## Ausstattung

### Altäre
Der neugotische Hochaltar zeigt Figuren der Heiligen Josef und Nikolaus, die vom Münchener Bildhauer Anton Müller angefertigt wurden. Der Altar stammt vom Dorfener Schreiner Josef Krieger, der für die Ausführung 1010 Mark erhielt. Außerdem ist noch eine spätgotische Madonnenfigur zu sehen, die um 1500 entstanden ist und noch aus dem vorherigen barocken Altar stammt, der 1887 bis 1897 durch den heutigen ersetzt wurde. In diesem barocken Altar waren des Weiteren Figuren der Heiligen Nikolaus und Michael, nur letztere ist seitlich im Kirchenschiff erhalten geblieben.
Der Seitenaltar zeigt Rokoko-Figuren der Heiligen Joachim und Anna.

### Fresken
Bei einer Renovierung von 1976 bis 1981 wurden spätgotische Deckenfresken teilweise freigelegt.

### Glocken
Aktuell hängen zwei Glocken im Turm von St. Nikolaus. Die ältere 203 kg schwere Bronzeglocke wurde bereits 1766 von Karl Gottlieb Hanke aus Landshut gegossen und klingt im Ton d. Die jüngere 305 kg schwere Euphonglocke klingt im Ton b und wurde 1949 von Karl Czudnochowsky in Erding gegossen.
1917 musste eine aus dem Jahr 1795 stammende 142 kg schwere Bronzeglocke als Kriegstribut für den Ersten Weltkrieg abgegeben werden. 1942 fiel eine erst 1923 bei der Erdinger Glockengießerei Joseph Bachmair angeschaffte Glocke mit 282 kg demselben Schicksal im Zweiten Weltkrieg zum Opfer.